# Tischtennis-Europameisterschaft 1968
Die 6. Tischtennis-Europameisterschaft fand im April 1968 in Lyon statt. 
Die deutsche Damenmannschaft wurde zum zweiten Mal nach 1962 Europameister, während das schwedische Herrenteam zum dritten Mal in Folge den Titel holte. In den Einzel- und Doppelwettbewerben dominierte bei den Herren Jugoslawien (Šurbek und Stipančić/Vecko) und bei den Damen die ČSSR (die 14-jährige Voštová und Lužová/Karlíková).
Deutschlands Herrenmannschaft erreichte Platz acht. Auch die DDR war vertreten, sie wurde mit der Damenmannschaft Sechster und mit den Herren Zehnter.

## Austragungsmodus Mannschaften
Insgesamt waren 28 Herren- und 22 Damenteams gemeldet. Es wurde nach dem gleichen Modus wie bei der EM 1966 gespielt. In der Vorrunde spielte in acht Dreier- oder Vierergruppen (bei den Damen gab es auch zwei Zweiergruppen) jede Mannschaft gegen jede. Die acht Sieger erreichten die Zwischenrunde, die in zwei Vierergruppen als „Division 1“ ausgetragen wurde. Die Sieger dieser beiden Gruppen gelangten ins Endspiel. Analog spielten die acht Zweiten der Vorrunde in zwei Gruppen als "Division 2" um die Plätze 9 bis 16 sowie die acht Dritten der Vorrunde in zwei Gruppen als „Division 3“ um die Plätze 17 und schlechter. 
Gespielt wurde bei den Herren mit Dreiermannschaften nach dem Swaythling-Cup-System, also ohne Doppel. Ein Damenteam bestand aus zwei Spielerinnen. Gespielt wurde nach dem Corbillon-Cup-System, also zuerst zwei Einzel, dann ein Doppel und danach wieder maximal zwei Einzel.
Endstand der Zwischenrunde Division 1
| Platz | Gruppe A | Gruppe B    |
| ----- | -------- | ----------- |
| 1.    | Schweden | UdSSR       |
| 2.    | Ungarn   | Jugoslawien |
| 3.    | Rumänien | England     |
| 4.    | ČSSR     | Deutschland |

| Platz | Gruppe A    | Gruppe B |
| ----- | ----------- | -------- |
| 1.    | Deutschland | UdSSR    |
| 2.    | Ungarn      | ČSSR     |
| 3.    | England     | DDR      |
| 4.    | Polen       | Rumänien |

## Abschneiden der Deutschen
Bundestrainer war Vilim Harangozo.

### Herrenmannschaft Deutschland
Nichtspielender Mannschaftsführer war Rudi Gruber. Die deutschen Herren trafen in der Vorrundengruppe 7 auf Dänemark, Jersey und die Schweiz und wurden ungeschlagen Erster. In der Zwischenrunde „Division 1“ hießen die Gegner der Deutschen UdSSR, Jugoslawien und England. Hier gingen alle Spiele verloren. Im Spiel um die Plätze 7 und 8 verlor Deutschland gegen die ČSSR mit 3:5.

### Herrenmannschaft DDR
Die DDR siegte in der Vorrundengruppe 8 gegen Wales und Italien, unterlag jedoch gegen Ungarn. Dies reichte zu Platz zwei. In der Zwischenrunde „Division 2“ setzte sie sich gegen Belgien, Frankreich und die Niederlande durch und wurde somit Erster. Im folgenden Spiel um Platz 9 unterlag sie Dänemark mit 2:5.

### Damenmannschaft Deutschland
Nichtspielender Mannschaftsführer war Hannelore Schlaf. Das Damenteam setzte sich in der Vorrundengruppe 4 gegen Spanien und Österreich mit jeweils 3:0 durch. Auch in der Zwischenrunde „Division 1“ blieb sie gegen Ungarn, England und Polen ungeschlagen. Das Endspiel gegen die UdSSR gewann sie überraschend deutlich mit 3:0.

### Damenmannschaft DDR
Die DDR-Damen gewannen in der Vorrundengruppe 7 gegen Schweden und Jersey mit jeweils 3:0. In der Zwischenrunde „Division 1“ unterlagen sie gegen UdSSR und die ČSSR und siegten gegen Rumänien. Somit gelangten sie auf Platz drei. Das Spiel um Platz 5 ging gegen England mit 0:3 verloren. 

### Herreneinzel BRD
Am weitesten, nämlich bis in die vierte Runde, kam Eberhard Schöler.
- Conny Freundorfer: Sieg gegen Michel Cordier (Frankreich), Witold Woznica (Polen), Niederlage gegen Kjell Johansson
- Ernst Gomolla: Sieg gegen Bernard Chatton (Schweiz), Niederlage gegen Jacques Secrétin (Frankreich)
- Hans Micheiloff: Sieg gegen Bert Schoofs (Niederlande), Brian Kean (Schottland), Niederlage gegen Denis Neale (England)
- Eberhard Schöler: Sieg gegen J.Spencer (Wales), Zinke (Österreich), T.Covacs (Rumänien), Niederlage gegen Dragutin Šurbek (Jugoslawien)
- Bernt Jansen: Niederlage gegen Dorin Giurgiucă (Rumänien)

### Herreneinzel DDR
Spätestens in der zweiten Runde schieden die DDR-Spieler aus.
- Wolfgang Stein: Sieg gegen Wykes (Jersey), Niederlage gegen Jaroslav Staněk (ČSSR)
- Wolfgang Vater: Niederlage gegen Mátyás Beleznay (Ungarn)
- Siegfried Lemke: Sieg gegen Flammang (Luxemburg), Niederlage gegen István Jónyer (Ungarn)

### Herrendoppel
Ergebnisse ab der zweiten Runde, in der alle deutschen Doppel ausschieden.
- Eberhard Schöler/Ernst Gomolla: Niederlage gegen Antun Stipančić/Edvard Vecko (Jugoslawien)
- Hans Micheiloff/Conny Freundorfer: Niederlage gegen Hans Alsér/Kjell Johansson (Schweden)
- Bernt Jansen/Frans Lanckmann (Belgien): Niederlage gegen Istvan Korpa/Dragutin Šurbek (Jugoslawien)
- Siegfried Lemke/Wolfgang Vater: Niederlage gegen Jaroslav Staněk/Vladimír Miko (ČSSR)
- Wolfgang Stein/János Borzsei (Ungarn): Niederlage gegen Dorin Giurgiucă/Adalbert Rethi (Rumänien)

### Dameneinzel BRD
Agnes Simon war mit dem Erreichen des Viertelfinales am erfolgreichsten.
- Wiebke Hendriksen: Niederlage gegen Soja Rudnowa (UdSSR)
- Agnes Simon: Sieg gegen Radmila Stoijsic (Jugoslawien), Eva Johansson (Schweden), Doris Hovestädt (DDR), Niederlage im Viertelfinale gegen Mary Wright (England)
- Edit Buchholz: Sieg gegen Karenza Smith (England), Tilly Thill (Luxemburg), Niederlage im Achtelfinale gegen Swetlana Grinberg (UdSSR)
- Jutta Krüger: Sieg gegen T.Böhm (Österreich), Niederlage gegen Ilona Voštová (ČSSR)

### Dameneinzel DDR
Gabriele Geißler war mit dem Erreichen des Viertelfinales am erfolgreichsten.
- Petra Stephan: Niederlage gegen Cirila Pirc (Jugoslawien)
- Doris Hovestädt: Sieg gegen Panagiota Kotsia (Griechenland), Eva Ivan (Rumänien), Niederlage im Achtelfinale gegen Agnes Simon (BRD)
- Gabriele Geißler: Sieg gegen Angela Papp (Ungarn), Liisa Jarvenpaa (Finnland), Marita Neidert (Schweden), Niederlage im Viertelfinale gegen Swetlana Grinberg (UdSSR)

### Damendoppel
Ergebnisse ab der zweiten Runde.
- Agnes Simon/Edit Buchholz: Sieg gegen Rita Pogosova/Galina Eremenko (UdSSR), Niederlage im Viertelfinale gegen Mary Wright/Karenza Smith (England)
- Gabriele Geißler/Doris Hovestädt: Sieg gegen Ellen Klatt/Mary van Ruiten (Niederlande), Niederlage im Viertelfinale gegen Marta Lužová/Jitka Karlíková (ČSSR)
- Wiebke Hendriksen/Jutta Krüger: Niederlage in der ersten Runde gegen Éva Kóczián/Erzsébet Jurik (Ungarn)

### Mixed
Ergebnisse ab der zweiten Runde.
- Eberhard Schöler/Agnes Simon: Niederlage gegen Sarkis Sarchajan/Rita Pogosova (UdSSR)
- Hans Micheiloff/Wiebke Hendriksen: Niederlage gegen Stanislaw Gomoskow//Soja Rudnowa (UdSSR)
- Ernst Gomolla/Edit Buchholz: Niederlage gegen Antun Stipančić/Mirjana Resler (Jugoslawien)
- Bernt Jansen/Jutta Krüger: Niederlage in der ersten Runde gegen Wolfgang Vater/Petra Stephan (DDR)
- Wolfgang Vater/Petra Stephan: Sieg gegen Carel Deken/Mary van Ruiten (Niederlande), Niederlage gegen Vladimír Miko/Marta Lužová (ČSSR)
- Wolfgang Stein/Doris Hovestädt: Sieg gegen Péter Rózsás/Angela Papp (Ungarn), Niederlage gegen Sarkis Sarchajan/Rita Pogosova (UdSSR)
- Siegfried Lemke/Gabriele Geißler: Sieg gegen Malcolm Sugden/Lesley Barrie (Schottland), Uldis Eglitis/Signe Paisjärv (UdSSR), Niederlage im Viertelfinale gegen Stanislaw Gomoskow//Soja Rudnowa (UdSSR)

## ITTF- und ETTU-Kongress
Parallel zu den Wettkämpfen tagten in Lyon die ITTF- und ETTU-Komitees. Der Weltverband ITTF nahm Guatemala und Nicaragua als neue Mitglieder auf.

## Ergebnisse
| Wettbewerb        | Rang | Sieger                                                                                          |
| ----------------- | ---- | ----------------------------------------------------------------------------------------------- |
| Mannschaft Herren | 1.   | Schweden (Stellan Bengtsson, Kjell Johansson, Hans Alsér, Bo Persson, Carl-Johan Bernhardt)     |
| Mannschaft Herren | 2.   | UdSSR (Sarkis Sarchajan, Stanislaw Gomoskow, Anatoli Amelin)                                    |
| Mannschaft Herren | 3.   | Jugoslawien (Dragutin Šurbek, Antun Stipančić, Istvan Korpa)                                    |
| Mannschaft Herren | 4.   | Ungarn (István Jónyer, János Borzsei, Mátyás Beleznay)                                          |
| Mannschaft Herren | 8.   | Deutschland (Eberhard Schöler, Bernt Jansen, Conny Freundorfer, Hans Micheiloff, Ernst Gomolla) |
| Mannschaft Herren | 10.  | DDR (Siegfried Lemke, Wolfgang Stein, Wolfgang Vater)                                           |
| Mannschaft Herren | 14.  | Österreich                                                                                      |
| Mannschaft Herren | 23.  | Schweiz (Nicolas Pewny, Marcel Grimm, Markus Schmid)                                            |
| Mannschaft Damen  | 1.   | Deutschland (Agnes Simon, Edit Buchholz, Jutta Krüger, Wiebke Hendriksen)                       |
| Mannschaft Damen  | 2.   | UdSSR (Swetlana Grinberg, Soja Rudnowa)                                                         |
| Mannschaft Damen  | 3.   | ČSSR (Marta Lužová, Ilona Voštová, Jitka Karlíková)                                             |
| Mannschaft Damen  | 4.   | Ungarn (Éva Kóczián, Erzsébet Jurik, Beatrix Kisházi)                                           |
| Mannschaft Damen  | 6.   | DDR (Gabriele Geißler, Doris Hovestädt)                                                         |
| Mannschaft Damen  | 12.  | Schweiz                                                                                         |
| Mannschaft Damen  | 15.  | Österreich (Waltraude Stummer, T.Böhm)                                                          |
| Herren Einzel     | 1.   | Dragutin Šurbek (JUG)                                                                           |
| Herren Einzel     | 2.   | János Borzsei (HUN)                                                                             |
| Herren Einzel     | 3.   | Hans Alsér (SWE)                                                                                |
| Herren Einzel     | 3.   | Kjell Johansson (SWE)                                                                           |
| Damen Einzel      | 1.   | Ilona Voštová (ČSSR)                                                                            |
| Damen Einzel      | 2.   | Soja Rudnowa (UdSSR)                                                                            |
| Damen Einzel      | 3.   | Mary Wright (ENG)                                                                               |
| Damen Einzel      | 3.   | Swetlana Grinberg (UdSSR)                                                                       |
| Herren Doppel     | 1.   | Antun Stipančić/Edvard Vecko (JUG)                                                              |
| Herren Doppel     | 2.   | Hans Alsér/Kjell Johansson (SWE)                                                                |
| Herren Doppel     | 3.   | Anatoli Amelin/Stanislaw Gomoskow (UdSSR)                                                       |
| Herren Doppel     | 3.   | János Borzsei/István Jónyer (HUN)                                                               |
| Damen Doppel      | 1.   | Marta Lužová/Jitka Karlíková (ČSSR)                                                             |
| Damen Doppel      | 2.   | Swetlana Grinberg/Soja Rudnowa (UdSSR)                                                          |
| Damen Doppel      | 3.   | Mary Wright/Karenza Smith (ENG)                                                                 |
| Damen Doppel      | 3.   | Maria Alexandru/Eleonora Vlaicov (ROM)                                                          |
| Mixed             | 1.   | Stanislaw Gomoskow/Soja Rudnowa (UdSSR)                                                         |
| Mixed             | 2.   | Dorin Giurgiucă/Maria Alexandru (ROM)                                                           |
| Mixed             | 3.   | Anatoli Amelin/Swetlana Grinberg (UdSSR)                                                        |
| Mixed             | 3.   | Denis Neale/Mary Wright (ENG)                                                                   |